# Línia elèctrica aèria

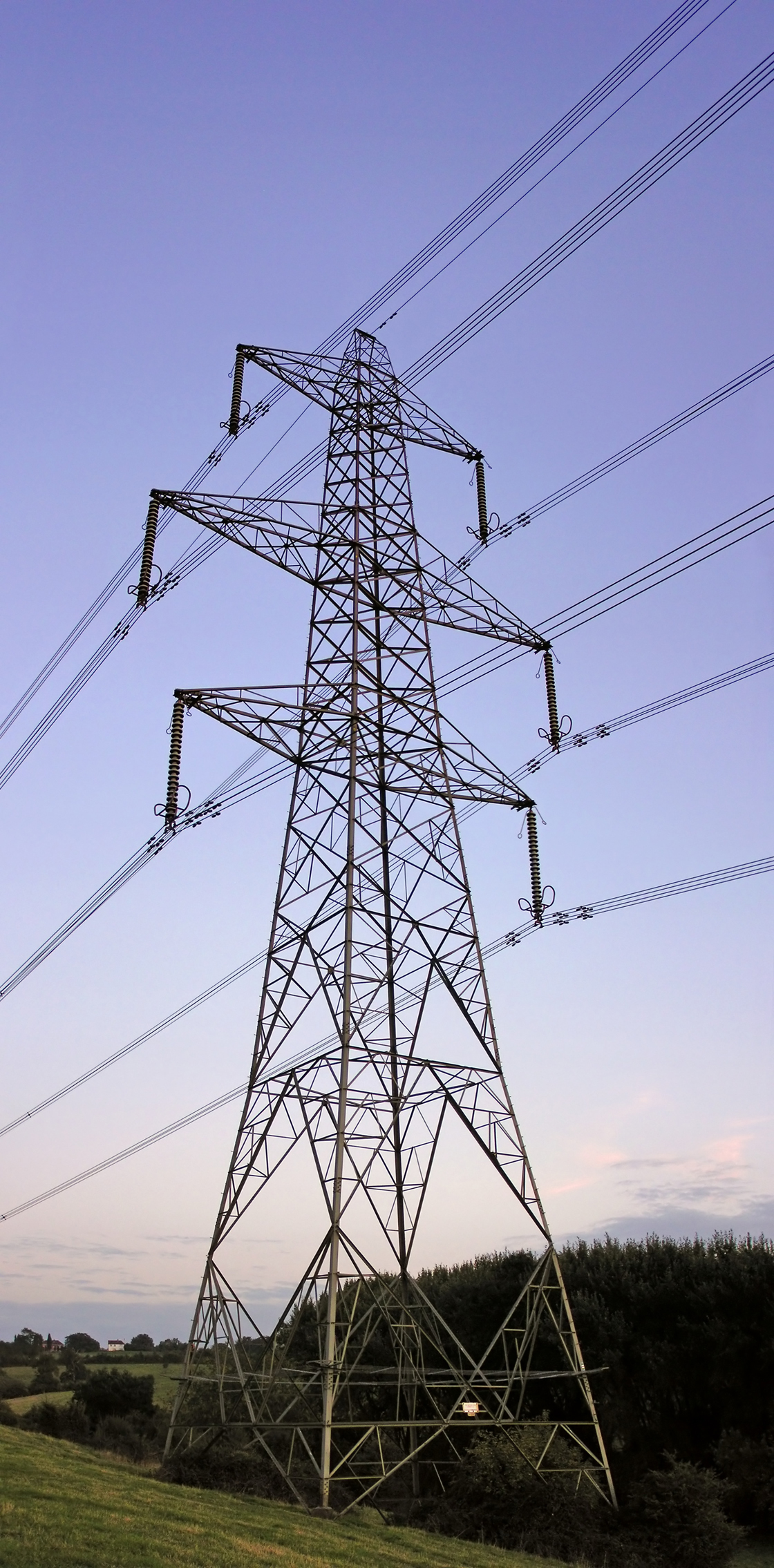
Línia elèctrica aèria a Gloucestershire, Anglaterra.

Una línia elèctrica aèria és una estructura usada en la transmissió i la distribució d'energia elèctrica per transmetre energia elèctrica a llargues distàncies. Consisteix d'un o més conductors (comunament múltiples de tres) suspesos per torres o pals. Atès que la majoria de l'aïllament es proporciona per via aèria, les línies d'alta tensió són generalment el mètode de cost més baix de transmissió d'energia en grans quantitats.
Els elements de suport de les línies aèries estan fetes amb materials diversos: De fusta, d'acer, de formigó armat.... Els conductors nus dels cables de la línia es fan generalment d'alumini (llis o reforçat amb acer, o materials compostos com ara el carboni i fibra de vidre), encara que alguns cables de coure s'utilitzen en les connexions de distribució de mitja tensió i baixa tensió a les instal·lacions del client. Un objectiu important del disseny de la línia elèctrica aèria és mantenir la separació adequada entre conductors d'energia i el sòl per tal d'evitar el contacte perillós amb la línia, i per proporcionar un suport fiable per als conductors, resistent a les tempestes, càrrega de gel, terratrèmols i altres causes de danys potencials Per acomplir aquest objectiu es fan servir elements aillants. Les línies de transport elèctric, en general i també les aèries, es classifiquen segons la tensió de transport, en mitja, alta i molt alta tensió. Avui en dia, les línies aèries s'operen de forma rutinària en els voltatges superiors a 765.000 volts (765KV) entre conductors, fins i tot és possible en alguns casos amb tensions més altes.

## Elements de suport i suspensió
Els elements de suport i suspensió són estructures verticals, simples o reticulades.
Els materials de construcció poden ser naturals com la fusta, o artificials com l'acer i el formigó armat. Aquests elements cal que elevin la línia elèctrica a una alçada respecte el terra suficient per impedir el contacte de persones i vehicles. Per una altra banda, l'estructura cal que tingui una resistència suficient per sostenir el pes de les línies i l'acció del vent, acumulació de neu...(esforços de compressió i de flexió). L'excessiva alçada de l'estructura afebleix la resistència mecànica i encareix els costos de fabricació, transport, instal·lació i manteniment.

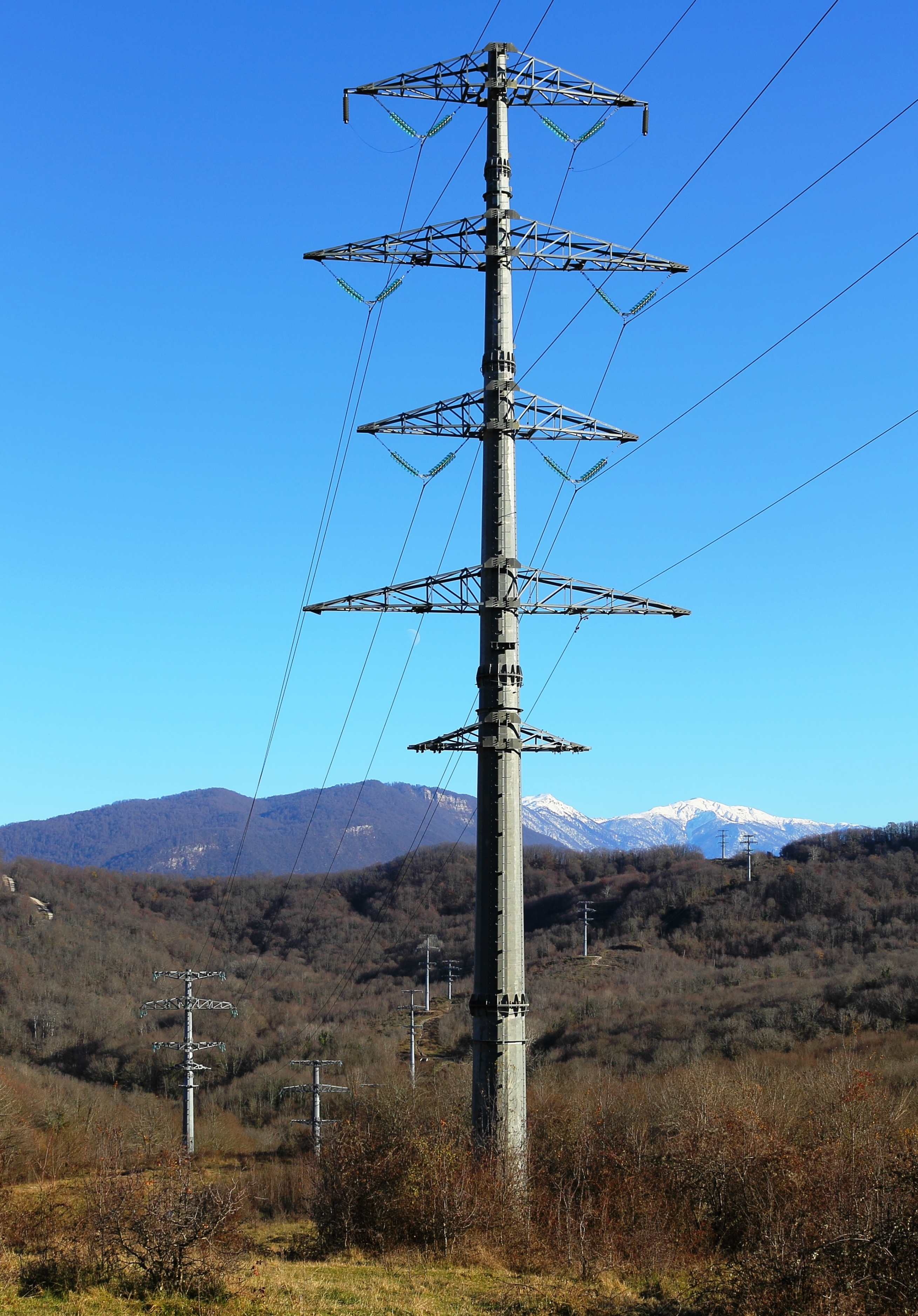
Línia de transport amb suport d'acer tubular format per quatre trams units per caragols roscats.
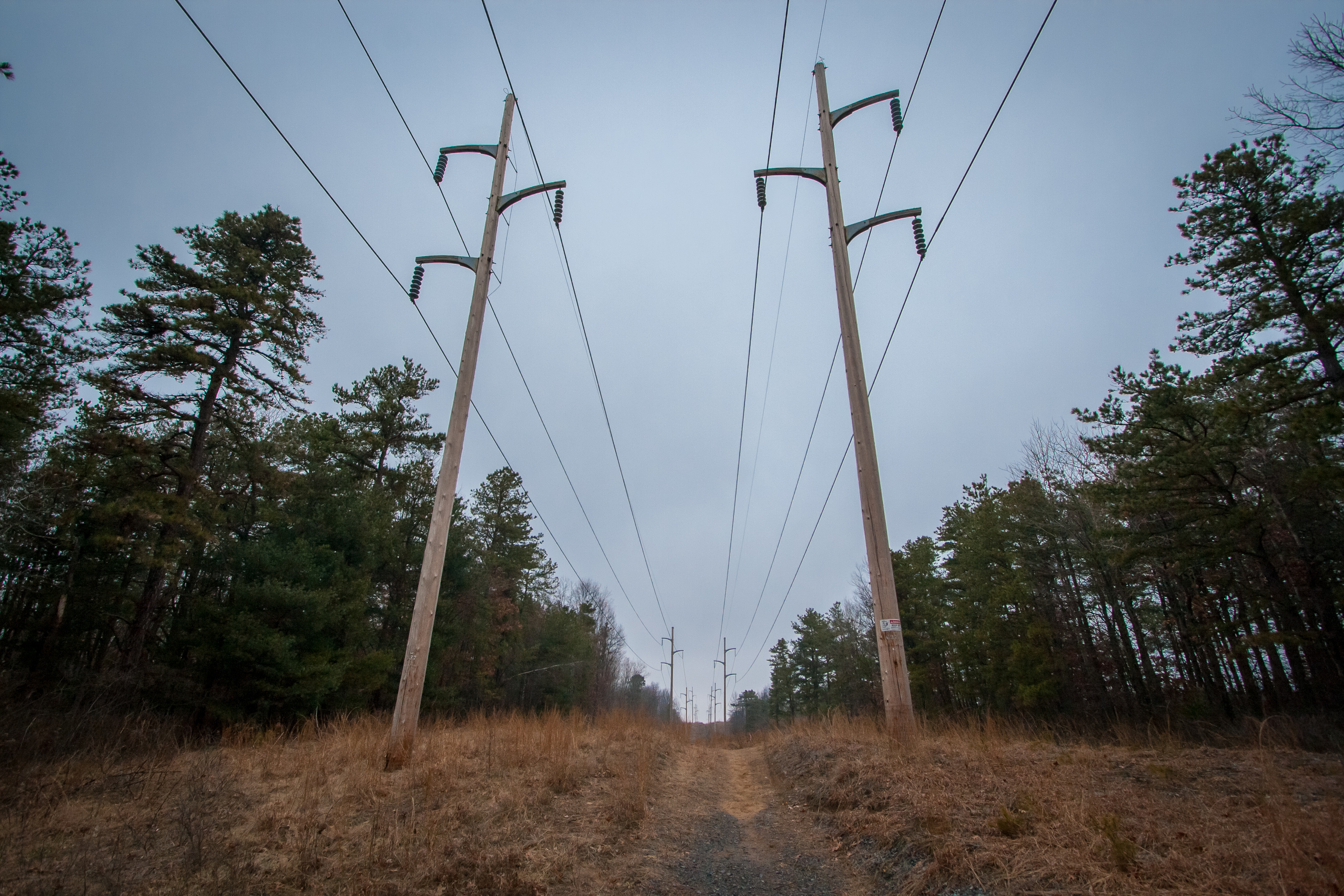
Puntals de tronc de conífera aixecant i sostenint dues línies trifàsiques que travessen una pineda.
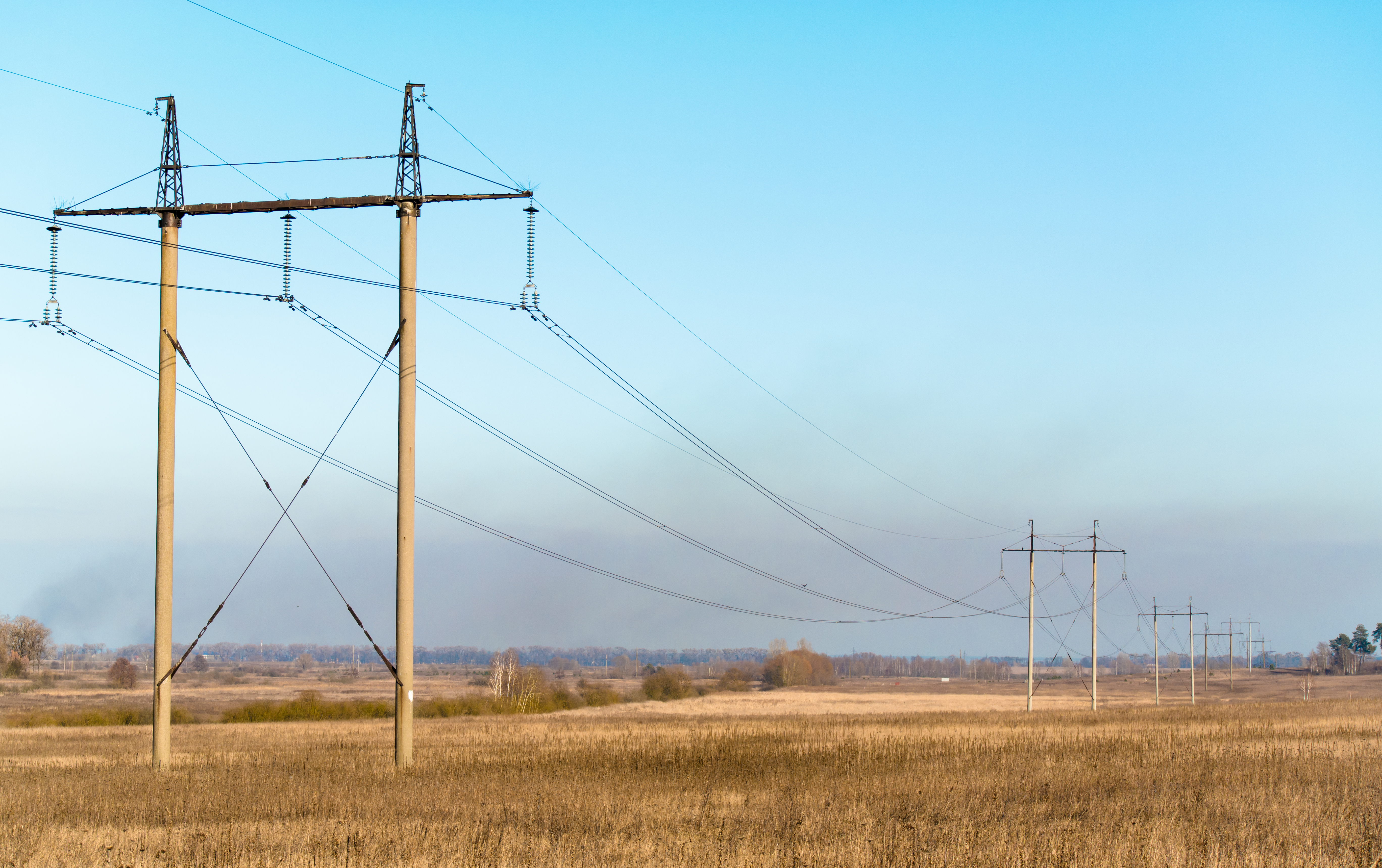
Puntals cilíndrics de formigó armat situats per parelles per conduir una línia trifàsica de 330 KV
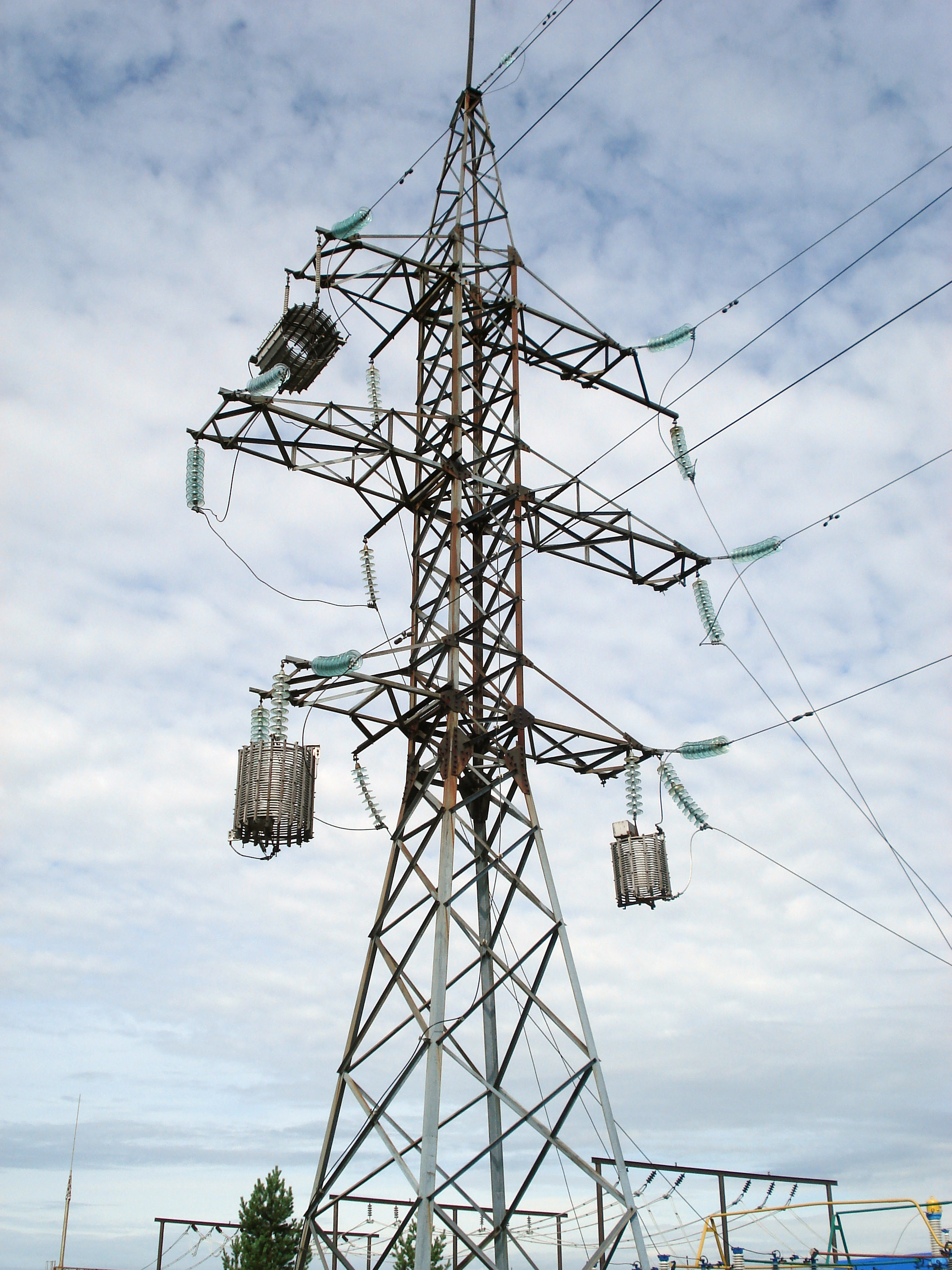
Torre metàl·lica reticular de suport de línies elèctriques. (Amb mecanismes de filtre i control de senyals de comunicació entre estacions).

## Elements aïlladors elèctrics
Aquests elements tenen com a objectiu aïllar elèctricament els cables conductors entre ells i també aïllar els cables respecte els suports físics (puntals, torres). Aquests elements solen estar fabricats amb materials dielèctrics com ara ceràmiques o polímers del carboni.

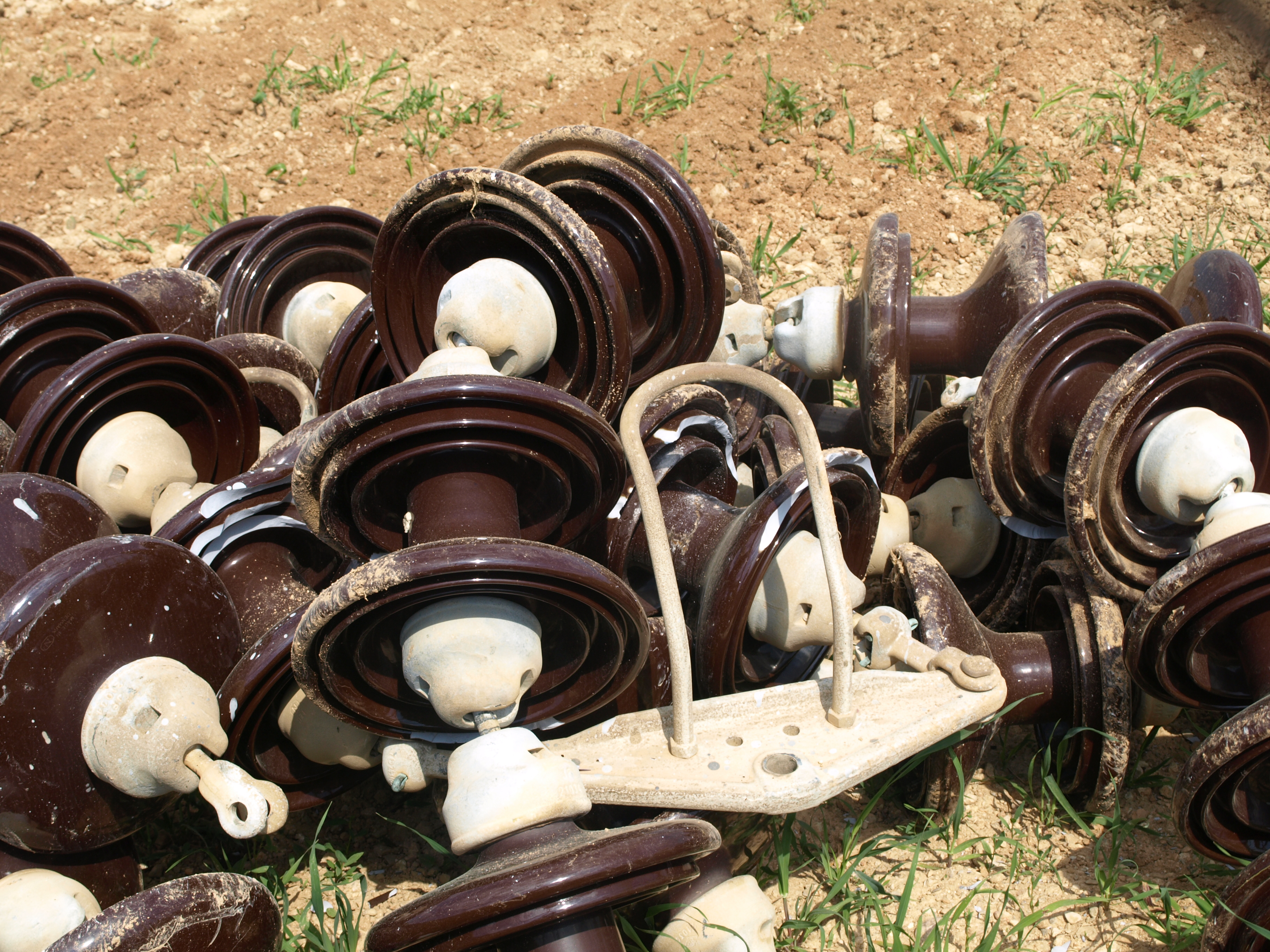
Unitats modulars de ceràmica despenjades. Motiu: Canvi de línies.
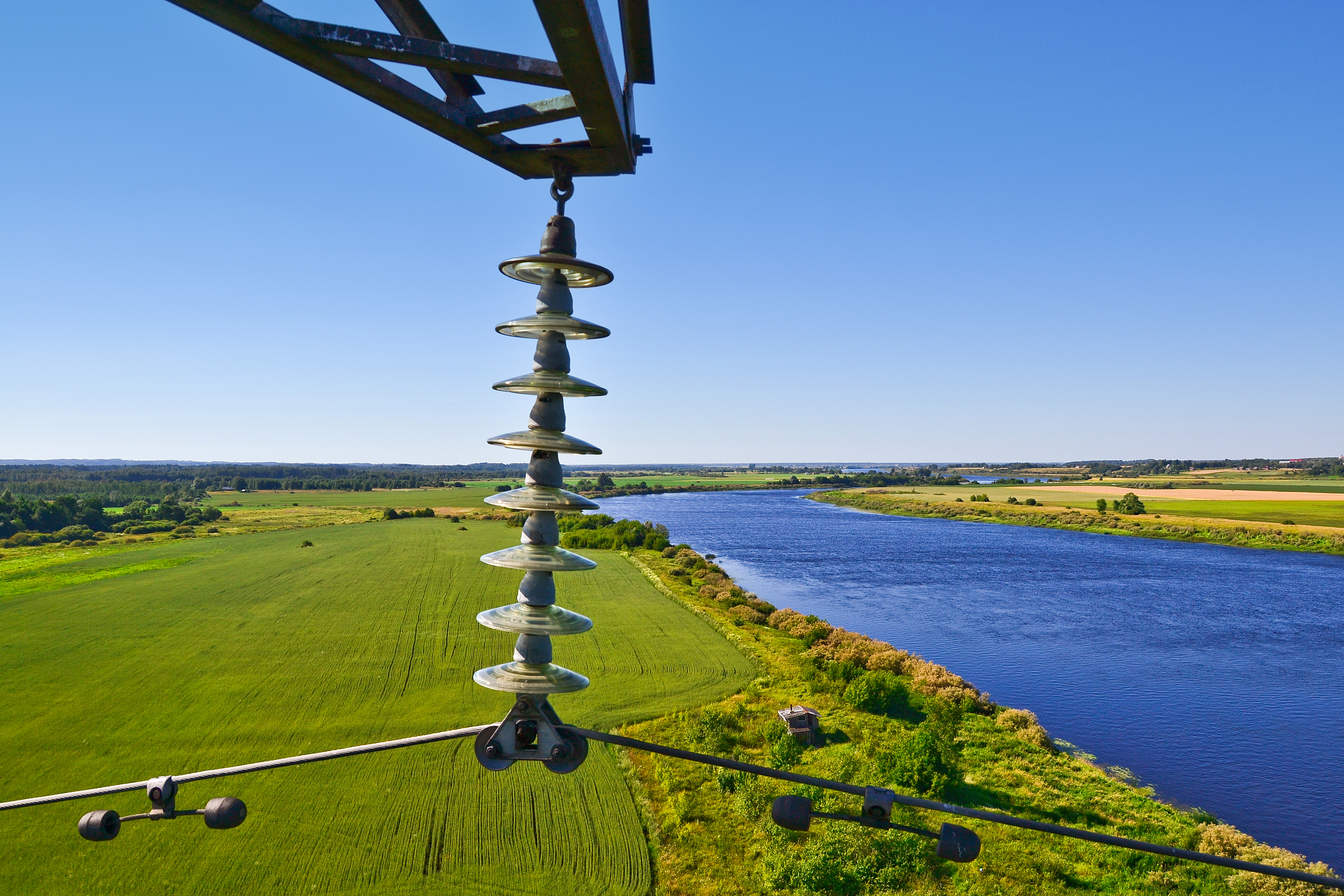
Conjunt de vuit unitats ceràmiques per aïllar la suspensió del cable elèctric.
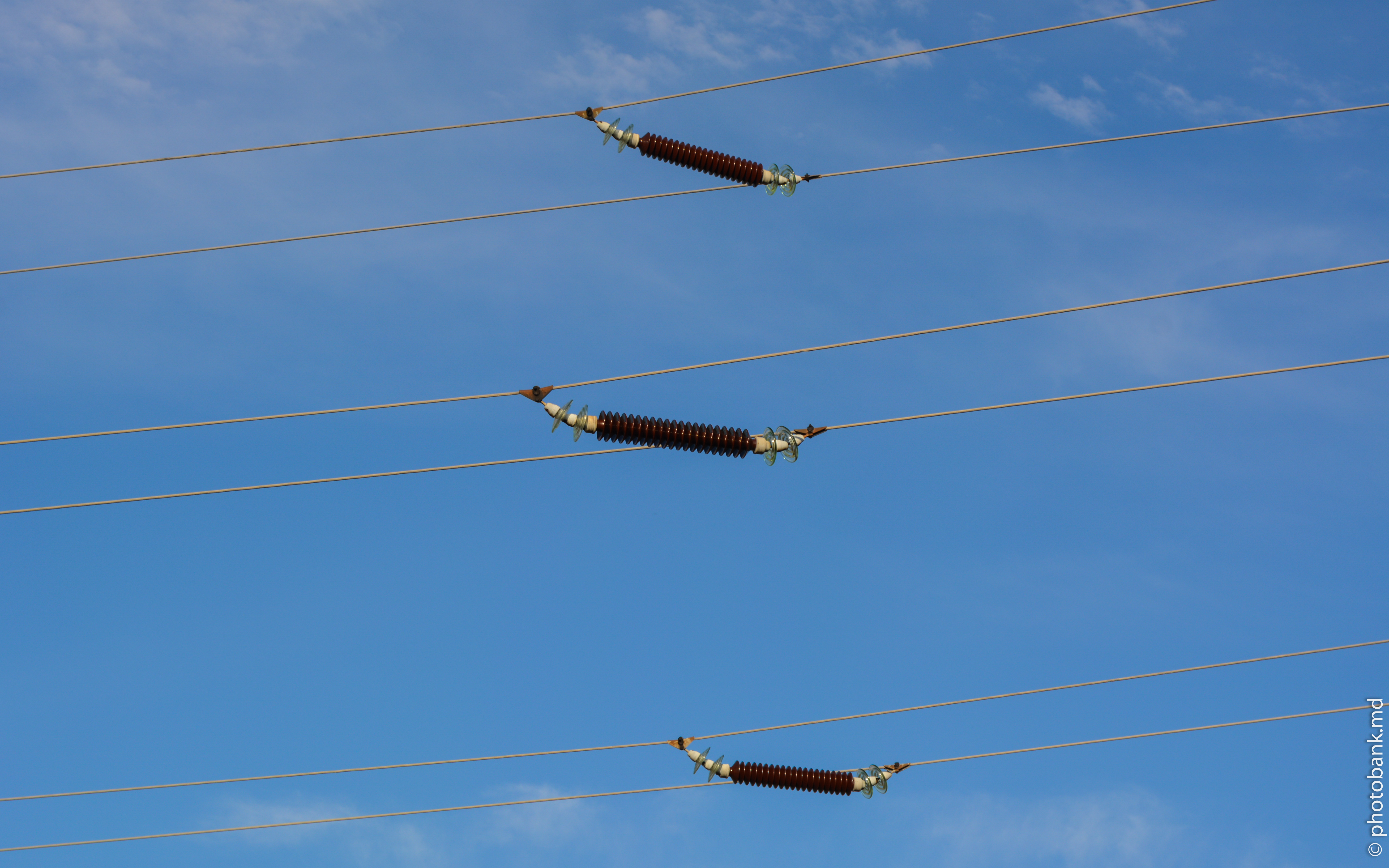
Conjunts d'unitats ceràmiques per mantenir el paral·lelisme entre cables elèctrics suspesos.

## Per a més informació
- William D. Stevenson, Jr. Elements of Power System Analysis Third Edition, McGraw-Hill, New York (1975) ISBN 0-07-061285-4